# Helmut Lohner
Helmuth Lohner (Vienna, 24 aprile 1933 – Vienna, 23 giugno 2015) è stato un attore e regista teatrale austriaco.

## Biografia
Ha debuttato nel 1952 nel teatro municipale di Baden bei Wien ed è apparso in numerose produzioni dello Stadttheater Klagenfurt. Tra il 1953 e il 1963 ha partecipato a numerosi spettacoli del Theater in der Josefstadt; è comparso in numerosi film.

## Filmografia

### Attore

#### Cinema
- La casa delle tre ragazze (Das Dreimäderlhaus), regia di Ernst Marischka (1958)